# Trigence
株式会社Trigence Semiconductorは、かつて存在した「ピュア・デジタル」オーディオ製品向けのIC設計とソリューション・プロバイダー事業を行うベンチャー企業である。
法政大学からスピンオフしたTrigenceは、2006年に東京に本社を開設した。独創的な技術であるDnote®の開発を続けることで、PC向けオーディオ製品を革新する可能性が注目されると共に、2012年にインテルキャピタルより最初の第三者投資資金を獲得した。それをきっかけとして、産業革新機構（INCJ）、日特エンジニアリンググループ（NEG）、TDK社からも出資を受けている。2022年5月23日に清算の結了。

## Dnote® 技術
Dnote®は、新しいオーディオ伝送システム用に設計された、最新のデジタル製品開発である。日本で開発されたDnote®システムは、世界中で特許を取得している。
Dnote®はデジタル回路のみで設計されており、どのようなCMOSプロセステクノロジーにも実装可能である。
Dnote®技術により現在のコンシューマ・オーディオ製品に必須のハイレゾテジタル信号が、忠実に直接スピーカーへ伝送される。
マルチボイスコイルを採用するDnote®は、デジタル信号のみスピーカーを直接駆動させることができるのに加えて、従来の3分の1の電力消費で、クリアで高音質なオーディオ出力信号を実現している。

## 受賞例
- 2013 東京都ベンチャー技術大賞

Trigence Dnote®技術は、ユニークなデジタル・オーディオ伝送技術として、2013 東京都ベンチャー技術大賞を受賞した
- コンシューマー・エレクトロニクス・ショー (CES) 2017 Innovation Honoree Awards

Dnote®技術を内蔵するオーディオテクニカATH-DSR9BTデジタルBluetoothヘッドセットのユニークなデジタルオーディオ伝送と優れた音質で、2017年に米国コンシューマー・エレクトロニクス・ショー（CES）の展覧会で、Innovation Honoree Awards賞を取得。
- iFデザイン賞 2017 (iF Design Award 2017)

Dnote®内蔵のデジタル技術を活用したクラリオンZH700FF Bluetoothヘッドセットは、ユニークなデジタルオーディオ伝送と優れた音質で、2017ドイツiFデザイン賞(iF Design Award 2017)。